# Tahtay Maychew (woreda)
Pour les articles homonymes, voir Tahtay Maychew.
Tahtay Maychew est l’un des 36 woredas de la région du Tigré, en Éthiopie.